# Národní park Katmai
Národní park Katmai (anglicky Katmai National Park) je národní park na jihu Aljašky, respektive na severovýchodě Aljašského poloostrova, ve Spojených státech amerických. Park je pojmenován podle stratovulkánu Mount Katmai. Parkem prochází Aleutské pohoří se 14 aktivními vulkány na území parku. Vrcholy hor a vulkány jsou pokryty ledovci. Nachází se zde kráterová i horská jezera. Pobřeží Aljašského zálivu tvoří zálivy, fjordy a laguny.
Národní park je také známý údolím Ten Thousand Smokes, které vytvořil pyroklastický proud při výbuchu vulkánu Novarupta-Katmai v roce 1912. Dále je známý tím, že zde žijí stovky medvědů hnědých.